# Ohta Publishing
Ohta Publishing (яп. 太田出版 о:та сюппан, «О́та Па́блишинг») — японское издательство. Благодаря ряду взбудораживших японское общество книг и публикуемой им эротической манге зарекомендовало себя как источник провокационных «субкультурных» печатных изданий.

## История
Компания Ohta Publishing была основана в 1985 году, отделившись от издательского отдела фирмы Ohta Production, агентства по поиску талантов, специализирующегося на комиках-артистах разговорного жанра. (К настоящему времени Ohta Publishing уже преобразована в акционерную компанию.)
Вначале издательство и стиль руководства им подвергались насмешкам, так как с точки зрения стороннего наблюдателя оно казалось не серьёзной компанией, а, скорее, игрушкой Такэси Китано (в то время Ohta Promotion сотрудничала с ним и была его букинг-агентством). Китано практически издавал через Ohta Publishing то, что его заинтересовало.
В 1989 году издательство опубликовало книгу «M но дзидай» о серийном маньяке Цутому Миядзаки, и так постепенно начала складываться репутация Ohta Publishing как источника провокационных «субкультурных» публикаций. Где-то в это время был основан и выходивший два раза в месяц журнал QuickJapan. В 1993 году и в 1999 годах, соответственно, в издательстве вышли книги «Полное руководство по самоубийству» и «Battle Royale», неприятно взбудоражившие японское общество.
В конце 1990-х годов Ohta Publishing также начала сотрудничать с мангакой Наоки Ямамото, прозванным «маэстро эротики», и основало журнал манги Manga Erotics. На его наследника Manga Erotics F в настоящее время приходится значительная часть всех продаж манги, выпускаемой издательством.

## Известные публикации
Компания наиболее известна по таким книгам, как: «M но дзидай» (яп. Mの時代) (1989), «Полное руководство по самоубийству» (1993), «Battle Royale» (1999), а также многочисленной манге, как, например, Tatami Galaxy и Eien no Zero. Она также публикует журнал манги Manga Erotics F и журнал QuickJapan. Из недавних манг можно выделить, например, Miyamoto kara Kimi e и Kami no Kodomo.

## Список периодических и серийных изданий

### Печатные журналы
- QuickJapan(ja)
- Manga Erotics F(en)
- Kettle(ja)
- At Plus (яп. atプラス)
- D/sign (яп. d/sign)

### Веб-журналы
- Poko Poko(ja) (яп. ぽこぽこ)

### Манга
- Aoi Hana
- Astro Kyuudan
- Bradherley no Basha
- La Croisade des Innocents
- The Devil is So Cute
- Don't Disturb Me and Him, Please
- Don't Say Anymore, Darling
- Drops
- Gente - Ristorante no Hitobito
- Hallucination from the Womb
- Keep on Vibrating
- Kokumin Quiz
- Lychee Light Club
- Mariko Parade
- Mikai no Hoshi
- Голограф на Радужном поле
- Not Love But Delicious Foods Make Me So Happy!
- Palepoli
- Pico-Pico Boy
- Pico-Pico Boy Turbo
- Punctures
- Ristorante Paradiso
- Romance of an Ancient Dreaming City
- Sennen Gahō
- The Tales of the Town Uroshima
- The Tatami Galaxy
- Tora & Ken's Happy Lovely Life!
- Tropical Citron - Psychedelic Witch Story
- Utsubora - A Story of a Novelist
- Velveteen & Mandala
- Watching Fuckin' TV All Time Makes a Fool
- Yukiko's Spinach